# Taillant
Taillant település Franciaországban, Charente-Maritime megyében. Lakosainak száma 191 fő (2022. január 1.). Taillant Bignay, Fenioux, Grandjean, Les Nouillers és Saint-Savinien községekkel határos.

## Népesség
A település népessége az elmúlt években az alábbi módon változott:
| Lakosok száma | 131  | 132  | 137  | 151  | 182  | 187  | 182  | 176  | 174  | 191  |
|               | 1968 | 1982 | 1990 | 2006 | 2013 | 2015 | 2017 | 2019 | 2020 | 2022 |